# Nana Buruku

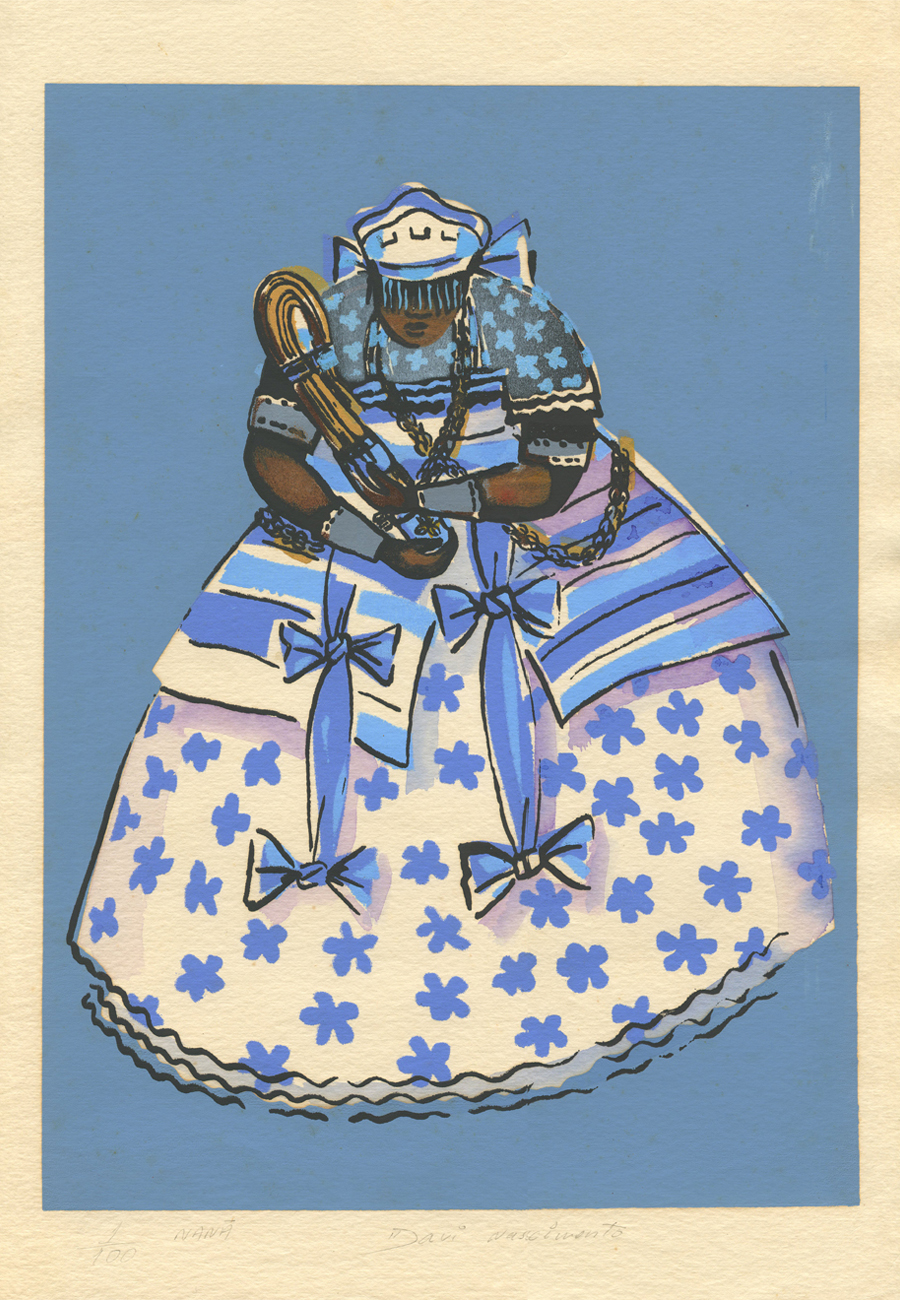
Nana Buruku

Nana Buruku ( o Naná Bulukú) è l'essere supremo femminile nelle religioni tradizionali dei popoli Fon e Ewe, in Africa occidentale. è presente anche nella mitologia Yoruba con il nome di Nana Bukuu, e in quella Igbo con il nome di Olisabuluwa, anche se con caratteristiche in parte differenti.
Nella religione sincretica brasiliana Candomblé è invece considerata una dea benevolente (e androgina) che protegge le acque ferme, e in particolare dove l'acqua incontra la terra formando il fango.